# Jeffrey Robert Haines

Wappen von Jeffrey Robert Haines

Jeffrey Robert Haines (* 6. Oktober 1958 in Milwaukee) ist ein US-amerikanischer Geistlicher und römisch-katholischer Weihbischof in Milwaukee.

## Leben
Jeffrey Robert Haines empfing am 17. Mai 1985 durch Erzbischof Rembert Weakland OSB das Sakrament der Priesterweihe für das Erzbistum Milwaukee.
Papst Franziskus ernannte ihn am 25. Januar 2017 zum Weihbischof in Milwaukee und Titularbischof von Thagamuta. Der Erzbischof von Milwaukee, Jerome Listecki, spendete ihm und dem gleichzeitig ernannten Weihbischof James Schuerman am 17. März desselben Jahres die Bischofsweihe. Mitkonsekratoren waren der Bischof von Gary, Donald Hying, und der emeritierte Weihbischof in Milwaukee, Richard John Sklba.